# Zjivko Milanov
Zjivko Kirilov Milanov (Bulgaars: Живко Кирилов Миланов) (Sofia, 15 juli 1984) is een Bulgaars betaald voetballer die bij voorkeur als verdediger speelt. In 2007 debuteerde hij in het Bulgaars voetbalelftal.
Milanov werd met Levski Sofia Bulgaars landskampioen in 2006, 2007 en 2009, won daarmee de nationale beker in 2003, 2005 en 2007 en de Bulgaarse Supercup in 2005, 2007 en 2009.

## Carrière
- 2002-2010: Levski Sofia
- 2010-2013: FC Vaslui
- 2013-2015: Tom Tomsk
- 2015: Levski Sofia
- 2016-2019 APOEL FC
- 2019- Levski Sofia